# Uuemõisa (Haapsalu)
Uuemõisa (Duits: Neuenhof) is een plaats in de Estlandse gemeente Haapsalu, provincie Läänemaa. De plaats heeft de status van dorp (Estisch: küla).
Tot in oktober 2017 behoorde Uuemõisa tot de gemeente Ridala. In die maand werd Ridala samengevoegd met de stad Haapsalu tot de gemeente Haapsalu.

## Geschiedenis
Tot in 1997 was het dorp Uuemõisa een deel van de vlek Uuemõisa. In dat jaar werd het afgesplitst.

## Bevolking
De ontwikkeling van het aantal inwoners blijkt uit onderstaande tabel:
| Jaar            | 2000 | 2011 | 2021 |
| --------------- | ---- | ---- | ---- |
| Aantal inwoners | 12   | 33   | 38   |

## Ligging
Het dorp ligt aan de Baai van Haapsalu, een inham van Väinameri (het gedeelte van de Oostzee tussen de eilanden Muhu, Saaremaa, Hiiumaa en Vormsi en het Estische vasteland) en ten oosten en zuiden van de vlek Uuemõisa. Het onbewoonde eiland Mustassaar (24 ha) hoort bij het dorp. De kust en het eiland vallen onder het natuurreservaat Silma looduskaitseala (48 km²).
De Põhimaantee 9, de hoofdweg van Ääsmäe via Haapsalu naar Rohuküla, komt door Uuemõisa.